# Boglárka
Boglárka  è un nome proprio di persona ungherese femminile.

## Origine e diffusione

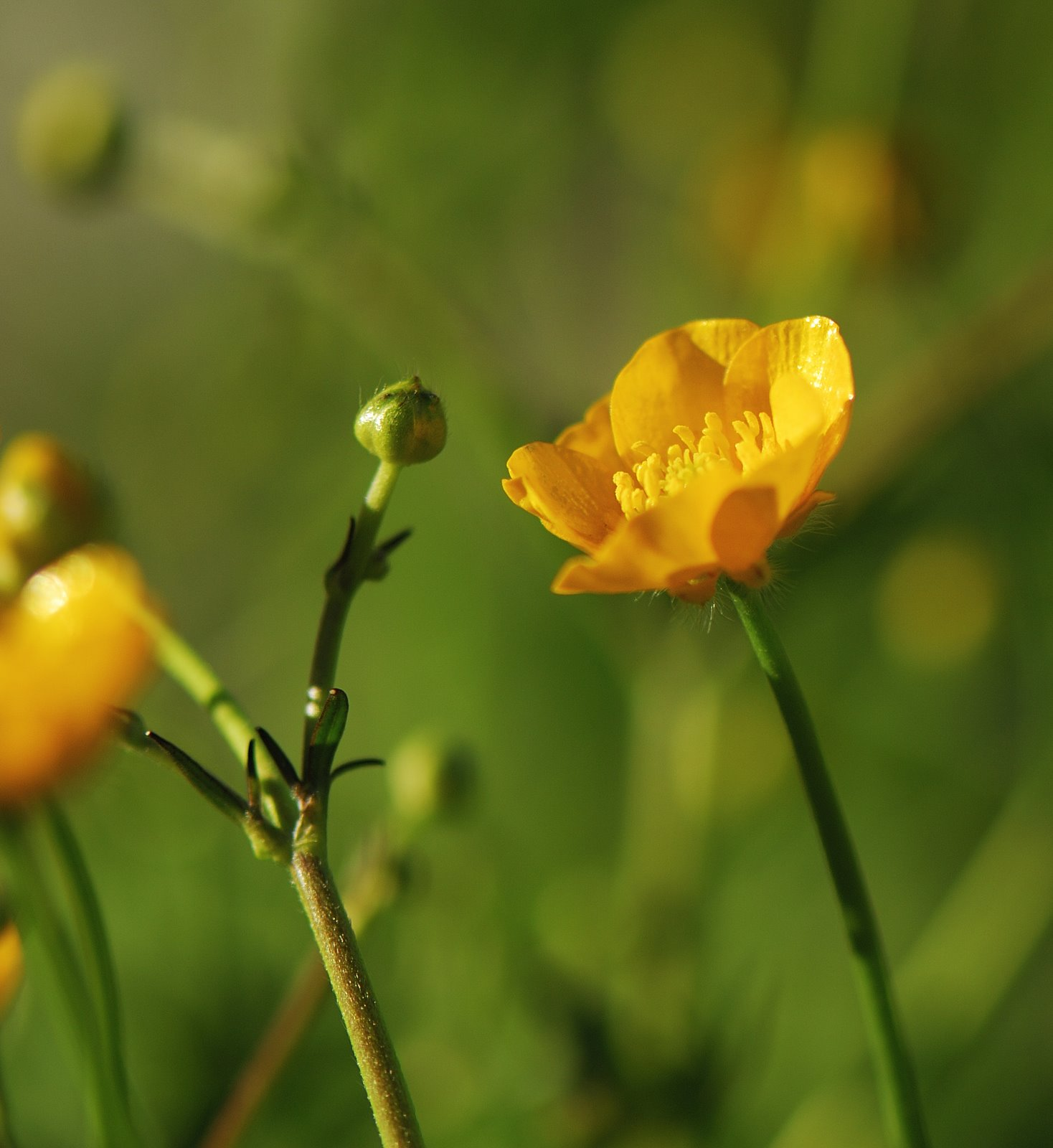
Un ranuncolo comune fotografato nel Giardino di Linneo a Uppsala

Indica il fiore del ranuncolo comune, o "botton d'oro", in ungherese; fa quindi parte di tutta quella gamma di nomi di ispirazione floreale, fra i quali Albena (che richiama lo stesso fiore), Viola, Hajnalka, Dalia, Viorica, Edelweiss, Linnéa e via dicendo. Inoltre, è anche il nome che viene dato a Riccioli d'oro nella versione ungherese della celebre fiaba. 
Negli anni 2000 il nome è stato particolarmente diffuso: dal 2003 al 2011 il nome è rimasto sempre nella rosa dei dieci più usati per le neonate ungheresi, raggiungendo il picco del secondo posto nel 2007.

## Onomastico
Il nome è adespota, non essendo portato da alcuna santa, quindi l'onomastico ricade il 1º novembre, giorno di Ognissanti.

## Persone
- Boglárka Csemer, vero nome di Boggie, cantautrice ungherese
- Boglárka Kapás, nuotatrice ungherese